# Los Liros
Los Liros es una localidad del estado mexicano de Guerrero. Es parte del municipio de Xochistlahuaca.

## Demografía
| Gráfica de evolución demográfica |
|                                  |

| Censo | Población |
| ----- | --------- |
| 1970  | 630       |
| 1980  | 874       |
| 1990  | 1 001     |
| 2000  | 949       |
| 2010  | 1 095     |
| 2020  | 1 041     |